# Couverture forestière de l'Est du Cameroun
Le Cameroun est un pays d'Afrique subsaharienne caractérisé par sa richesse forestière, qui représente environ 43% de sa surface nationale selon la banque mondiale, soit 204 524,8 Km² en 2018 ; ce qui fait du secteur forestier un secteur très intéressant pour le développement économique du pays.

## La richesse forestière de l'Est
L’Est du cameroun est reconnu par sa situation géographique aux frontières de la république centrafricaine et de la république du Congo, ce qui signifie la richesse forestière de cette région[pas clair] ; qui dispose de grandes forêts intensives et humides, et de différentes races de mammifères. De plus, elle rassemble des ressources naturelles diversifiées présentant des paysages spécifiques avec des zones de végétation, notamment la zone forestière, la zone de transition et la zone de savane.

## La zone forestière de l'Est
La zone forestière attire principalement les gens qui aiment découvrir la nature, elle est reconnue par les réserves comme la réserve de faune du Dja et par les parcs nationaux tel que le parc de Lobéké, celui de Boumba-Bek et celui de Nki.